# Ameriški somiči
Ameriški somiči (znanstveno ime Ictaluridae) so družina rib, ki izvirajo iz Severne Amerike.
Ameriški somiči so na prvi pogled podobni pravim somom, le da so precej manjši. Telo teh rib je valjasto in gladko brez lusk. Na glavi z velikimi usti in majhnimi očmi imajo po štiri pare brk. Večina somičev ima raven rob repne plavuti v katero je pri nekaterih vrstah zraščena značilna tolščenka. V hrbtni in prsnih plavutih imajo ameriški somiči trde in ostre bodice.
Največja vrsta ameriških somičev je ploskoglavi somič (Pilodictis olivaris), ki zraste do 1,7 metra in lahko tehta do 50 kg. Najmanjša vrsta doseže le 5 cm v dolžino.
Iz rodne Severne Amerike so ameriške somiče raznesli tudi v Evropo in zahodno Azijo, ne predstavljajo pa gospodarsko pomembne vrste. Tudi za športni ribolov niso preveč zanimivi, čeprav so na trnku zelo bojeviti.
Ameriški somiči poseljujejo velika jezera, ribnike in ostale počasi tekoče vode. Zanje je značilno, da ikre in zarod varujejo samci.